# Iranocoptosia balachowskyi
Iranocoptosia balachowskyi är en skalbaggsart som beskrevs av Jean François Villiers 1967. Iranocoptosia balachowskyi ingår i släktet Iranocoptosia och familjen långhorningar.
Artens utbredningsområde är Iran. Inga underarter finns listade i Catalogue of Life.